# Terra di Palmer
La Terra di Palmer è un territorio antartico situato nell'Ovest del continente a Sud del Cile e dell'Argentina.

## Geografia e Clima
Il territorio fa parte della Penisola Antartica ed occupa la parte meridionale di essa. A Nord vi è situata la Terra di Graham che occupa la parte settentrionale della penisola. Il clima glaciale esistente sull'isola rende l'abitabilità del territorio scarsa o impossibile a causa degli inverni freddi e lunghissimi e delle estati fresche e buie. Solo qualche laboratorio per la ricerca esiste nella Terra di Palmer.

## Storia

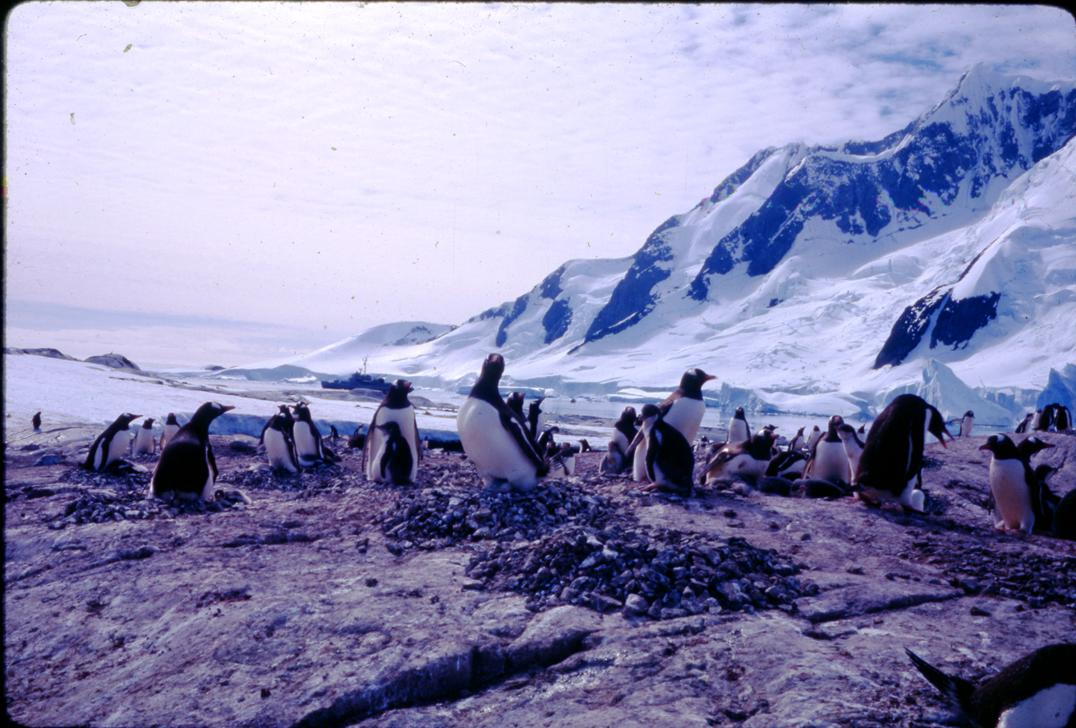
Pinguini sulla costa

La Terra di Palmer è stata scoperta all'incirca nel 1820 ed è stata nominata in questo modo solo un secolo dopo poiché visto che gli Statunitensi chiamavano la Penisola Antartica Terra di Palmer e i Britannici la chiamavano Terra di Graham, decisero di suddividere la penisola in due parti, quella meridionale e quella settentrionale. La parte meridionale prese appunto il nome dagli Americani. Il nome Palmer proviene dall'esploratore Nathaniel Palmer che per primo visitò questa terra.